# Hypericum moranense
Hypericum moranense är en johannesörtsväxtart som beskrevs av Carl Sigismund Kunth. Hypericum moranense ingår i släktet johannesörter, och familjen johannesörtsväxter. Inga underarter finns listade i Catalogue of Life.